# 15 grudnia
15 grudnia jest 349. (w latach przestępnych 350.) dniem w kalendarzu gregoriańskim. Do końca roku pozostaje 16 dni.

## Święta
- Imieniny obchodzą: Antoni, Bachus, Bakchus, Drogosław, Drogosława, Euzebiusz, Ireneusz, Jan, Maksymin, Maksymina, Maria, Maryn, Maryniusz, Mścigniew, Mścigniewa, Saturnin, Sylwia, Teodor, Walerian, Weronika, Wiktor, Wirginia i Wolimir
- Esperantyści – Dzień Ludwika Zamenhofa[1]
- Wspomnienia i święta w Kościele katolickim[2][3] obchodzą:
  - św. Bakchus (męczennik)
  - bł. Jan Karol Steeb (protestancki kapłan i prezbiter z Tybingi)
  - św. Maria od Krzyża di Rosa (zakonnica)
  - bł. Maria Wiktoria Fornari Strata
  - św. Paweł Słupnik z Latros
  - św. Walerian (biskup i męczennik)
  - Bł. János Brenner

## Wydarzenia w Polsce
- 1433 – Wojna polsko-krzyżacka (1431–1435): zawarto rozejm w Łęczycy.
- 1701 – Przyszły elektor Palatynatu Reńskiego Karol III Filip Wittelsbach poślubił w Krakowie swą drugą żonę Teresę Lubomirską.
- 1730 – W Bydgoszczy doszło do sporu połączonego z bijatyką pomiędzy miejscowymi bernardynami a duchowieństwem kościoła farnego i rodziną zmarłego o prawo zorganizowania uroczystego pogrzebu burmistrza Adama Froszka.
- 1767 – Spłonęło południowe skrzydło Zamku Królewskiego w Warszawie.
- 1797 – Wybuchł pożar na zamku w Kętrzynie.
- 1818 – Założono Ogród Botaniczny Uniwersytetu Warszawskiego.
- 1828 – Kilkunastu wojskowych ze Szkoły Podchorążych w Warszawie zawiązało tzw. Sprzysiężenie Wysockiego.
- 1867 – W drewnianym kościele św. Kazimierza w Sorokpolu został ochrzczony Józef Piłsudski.
- 1900 – Otwarto gmach „Zachęty” w Warszawie.
- 1907 – W Olsztynie wyjechał na trasę pierwszy tramwaj.
- 1914 – I wojna światowa: Austriacy po czterodniowej bitwie o Krosno wyparli Rosjan z miasta.
- 1918 – W związku z napiętą sytuacją w Wielkopolsce rząd zerwał stosunki dyplomatyczne z Niemcami. Jednocześnie podjęto decyzję o konieczności wyboru przedstawicieli polskich z terenu zaboru pruskiego do Sejmu Ustawodawczego.
- 1931 – Ukazało się pierwsze wydanie miesięcznika „Kuźnia Młodych”.
- 1933 – 8 osób zginęło w wyniku zderzenia dwóch pociągów w Poznaniu.
- 1936 – Uruchomiono pierwszą w kraju linię kolei elektrycznej na trasie Warszawa-Otwock i Warszawa-Pruszków.
- 1937:
  - Uruchomiono elektryczną linię kolejową Warszawa-Mińsk Mazowiecki.
  - Założono klub sportowy Calisia Kalisz.
- 1939:
  - Powołano Bank Emisyjny w Polsce – instytucję emitującą pieniądze w Generalnym Gubernatorstwie.
  - Został zlikwidowany Uniwersytet Wileński.
- 1940 – Niemcy utworzyli getto żydowskie w Tomaszowie Mazowieckim.
- 1942 – Oddział partyzancki Gwardii Ludowej im. Ziemi Kieleckiej przeprowadził akcję w kopalni pirytu w Rudkach koło Nowej Słupi.
- 1945 – Komandor Adam Mohuczy został p.o. dowódcy Marynarki Wojennej.
- 1948:
  - Z połączenia „koncesjonowanej” PPS i PPR powstała PZPR.
  - W Warszawie zaprezentowano samochód ciężarowy Star 20.
- 1951 – W gmachu ZNP w Warszawie odbył się pierwszy publiczny pokaz telewizyjny.
- 1952 – Dokonano oblotu szybowca SZD-12 Mucha 100.
- 1956 – Program I Polskiego Radia wyemitował premierowy odcinek powieści radiowej Matysiakowie.
- 1957:
  - W Gorzowie Wielkopolskim odsłonięto pomnik Adama Mickiewicza.
  - Podniesiono banderę na niszczycielu ORP „Grom”.
- 1970 – Grudzień 1970: grupa robotników podpaliła budynek Komitetu Wojewódzkiego PZPR w Gdańsku.
- 1973 – W Warszawie otwarto odbudowane po II wojnie światowej Państwowe Muzeum Etnograficzne.
- 1981 – Stan wojenny: ZOMO rozpoczęły pacyfikację KWK „Manifest Lipcowy” w Jastrzębiu-Zdroju. Padły pierwsze strzały do górników.
- 1993 – Dokonano oblotu motoszybowca J-6 Fregata.
- 1997 – Pomnik Bohaterów Warszawy został umieszczony na nowym cokole i w nowym miejscu przy Trasie W-Z.
- 1991:
  - W Katowicach odsłonięto pomnik poległych górników KWK „Wujek”.
  - Polskie Radio rozpoczęło nadawanie w języku białoruskim.
- 2000 – Powołano Inspekcję Handlową.
- 2001 – Papież Jan Paweł II otrzymał doktorat honoris causa Uniwersytetu Kardynała Stefana Wyszyńskiego w Warszawie.
- 2006 – PKN Orlen kupił litewską rafinerię ropy naftowej Mažeikių Nafta.
- 2007 – Zakończono modernizację kolei linowej na Kasprowy Wierch.

## Wydarzenia na świecie

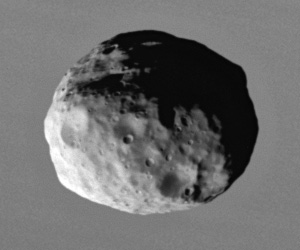
Zdjęcie Janusa na tle Saturna, wykonane przez sondę kosmiczną Cassini-Huygens

- 533 – Wojska bizantyńskie pokonały Wandalów w bitwie pod Trikamarum.
- 687 – Sergiusz I został wybrany na papieża.
- 1025 – Konstantyn VIII został cesarzem bizantyńskim.
- 1072 – Malikszah I został sułtanem Wielkich Seldżuków.
- 1256 – Mongołowie pod wodzą Hulagu-chana zdobyli należącą do Asasynów górską twierdzę Alamut w dzisiejszym Iranie.
- 1263 – Po śmierci króla Norwegii Haakona IV Starego pełną władzę przejął współrządzący z nim do tej pory syn Magnus VI Prawodawca.
- 1387 – W Niemczech wybuchła tzw. wojna miast między Związkiem Miast Szwabskich a książętami bawarskimi.
- 1467 – Hospodar mołdawski Stefan III Wielki pokonał w bitwie pod Baią węgierskich najeźdźców pod wodzą króla Macieja Korwina.
- 1612 – Niemiecki astronom Simon Marius sporządził pierwszy, bazujący na obserwacjach teleskopowych, opis Galaktyki Andromedy.
- 1640 – Jan IV Szczęśliwy został koronowany na króla Portugalii.
- 1683 – Kara İbrahim Pasza został wielkim wezyrem tureckim, zastępując usuniętego Kara Mustafę.
- 1702 – W Japonii, zgodnie z kodeksem bushidō, poniosło śmierć 47 rōninów.
- 1723 – Założono klasztor i szkołę pijarów w czeskiej Bílej Vodzie.
- 1745 – Wojna o sukcesję austriacką: zwycięstwo wojsk pruskich nad sasko-austriackimi w bitwie pod Kesselsdorfem.
- 1749 – Założono Rostów nad Donem w Rosji.
- 1783 – Odkryto kometę jednopojawieniową C/1783 X1.
- 1791 – Weszła w życie Karta Praw Stanów Zjednoczonych Ameryki.
- 1807 – W Paryżu odbyła się premiera opery Westalka Gaspare Spontiniego.
- 1809 – Napoleon Bonaparte rozwiódł się z Józefiną.
- 1840 – W jednej z kaplic paryskiego Kościoła Inwalidów pochowano sprowadzone z Wyspy Świętej Heleny szczątki Napoleona Bonapartego.
- 1846 – Otwarto linię kolejową Berlin-Hamburg.
- 1852 – Brytyjski astronom John Russell Hind odkrył planetoidę (23) Thalia.
- 1860 – W Monachium wykonano po raz pierwszy hymn Bawarii.
- 1862 – Wojna secesyjna: zwycięstwo Konfederatów w I bitwie pod Fredericksburgiem.
- 1864 – Wojna secesyjna: rozpoczęła się bitwa pod Nashville.
- 1879 – II wojna brytyjsko-afgańska: rozpoczęła się bitwa pod Kabulem.
- 1891 – W Springfield w amerykańskim stanie Massachusetts James Naismith zorganizował pierwszy mecz wymyślonej przez siebie koszykówki.
- 1893:
  - Francesco Crispi został po raz drugi premierem Włoch.
  - Francja zaanektowała Timbuktu, główne miasto regionu Azawad w północnym Mali.
- 1895:
  - I wojna włosko-abisyńska: wojska etiopskie rozpoczęły oblężenie Mekelie.
  - Uruchomiono komunikację tramwajową we francuskim Vichy.
  - Zwycięstwo powstańców kubańskich nad wojskami hiszpańskimi w bitwie nad rzeką Mal Tiempo.
- 1899 – II wojna burska: zwycięstwo wojsk burskich nad brytyjskimi w bitwie pod Colenso.
- 1906 – W Rangunie (Birma) wyjechały na trasę pierwsze tramwaje elektryczne.
- 1908 – 15 osób zginęło w zderzeniu pociągu osobowego z towarowym w tunelu pod Voutezac w centralnej Francji.
- 1912 – W Kopenhadze odbyła się premiera rosyjskiego filmu animowanego Konik polny i mrówka w reżyserii Władysława Starewicza.
- 1914:
  - I wojna światowa: zwycięstwo wojsk serbskich nad austro-węgierskimi w bitwie nad Kolubarą.
  - W wyniku eksplozji w kopalni węgla kamiennego na japońskiej wyspie Kiusiu zginęło 687 górników.
- 1920 – Austria została członkiem Ligi Narodów.
- 1925 – Reza Szah Pahlawi został szachem Iranu.
- 1930 – W Berlinie rozpoczęły się rokowania polsko-litewskie w sprawie ruchu granicznego.
- 1931 – Lin Sen został prezydentem Republiki Chińskiej.
- 1937 – Hiszpańska wojna domowa: rozpoczęła się bitwa o Teruel.
- 1938 – Weszła do służby ulepszona wersja niemieckiej maszyny szyfrującej Enigma.
- 1939 – Premiera filmu Przeminęło z wiatrem w reżyserii Victora Fleminga.
- 1940:
  - Marszałek Polski Edward Śmigły-Rydz zbiegł z miejsca internowania w rumuńskim Dragoslavele i udał się na Węgry.
  - Na rozkaz Adolfa Hitlera prochy Napoleona II Bonapartego przewieziono z Wiednia do Kościoła Inwalidów w Paryżu jako „dar Wielkiej Rzeszy Niemieckiej dla narodu francuskiego”.
  - U wybrzeży Tunezji zatonął po wejściu na minę francuski okręt podwodny „Narval”.
- 1941:
  - Bitwa o Atlantyk: u południowego wybrzeża Portugalii australijski niszczyciel HMAS „Nestor” zatopił bombami głębinowymi niemiecki okręt podwodny U-127, w wyniku czego zginęła cała, 51-osobowa załoga.
  - Na plaży koło Lipawy na Łotwie Niemcy i ich łotewscy kolaboranci rozpoczęli trzydniową masakrę, w trakcie której zamordowali 2731 Żydów i 23 komunistów
- 1942:
  - Bitwa o Atlantyk: u wybrzeży Islandii amerykański kuter straży przybrzeżnej USCGC „Ingham” zatopił bombami głębinowymi niemiecki okręt podwodny U-626, w wyniku czego zginęła cała, 47-osobowa załoga.
  - W Berlinie powstał kolaboracyjny Armeński Komitet Narodowy.
- 1943 – Premiera amerykańskiego filmu biograficznego Curie-Skłodowska w reżyserii Mervyna LeRoya.
- 1944:
  - Nad kanałem La Manche zaginął samolot, którym leciał do Paryża amerykański muzyk Glenn Miller.
  - Wojna na Pacyfiku: Amerykanie dokonali inwazji na wyspę Mindoro na Filipinach; japoński statek „Ōryoku Maru” został zatopiony przez amerykańskie lotnictwo w Zatoce Subic u wybrzeży Luzonu, co spowodowało śmierć około 300 amerykańskich jeńców wojennych.
- 1945 – Oddziały kurdyjskie pod wodzą Mustafy Barzaniego zajęły Mahabad w północno-zachodnim Iranie, który stał się stolicą proklamowanej miesiąc później Republiki Kurdystanu.
- 1947 – Utworzono Protektorat Saary pod kontrolą francuską.
- 1955 – Austria została przyjęta do ONZ.
- 1957 – Liczba mieszkańców Monachium osiągnęła milion.
- 1958 – Giovanni Battista Montini (późniejszy papież Paweł VI) został mianowany kardynałem.
- 1960 – Król Belgów Baldwin I Koburg ożenił się z Fabiolą de Mora.
- 1961:
  - Major Anatolij Golicyn opuścił rezydenturę Pierwszego Zarządu Głównego Komitetu Bezpieczeństwa Państwowego w Helsinkach i poprosił wraz z żoną i córką o azyl w placówce CIA.
  - Niemiecki zbrodniarz nazistowski Adolf Eichmann został skazany przez izraelski sąd na karę śmierci.
- 1963:
  - Premiera filmu Ameryka, Ameryka w reżyserii Elii Kazana.
  - Yen Chia-kan został premierem Tajwanu.
- 1965 – Co najmniej 10 tys. osób zginęło w Pakistanie Wschodnim (dzisiejszym Bangladeszu) w wyniku uderzenia tajfunu.
- 1966 – Odkryto Janusa, jeden z księżyców Saturna.
- 1967 – 46 osób zginęło w Point Pleasant w amerykańskim stanie Wirginia Zachodnia w wyniku zawalenia mostu Silver Bridge nad rzeką Ohio.
- 1968 – Została założona międzynarodowa organizacja Asia Rugby, zrzeszająca krajowe związki sportowe w rugby union z Azji.
- 1970 – 308 osób zginęło w katastrofie południowokoreańskiego promu pasażerskiego „Namyoung-Ho” w Cieśninie Koreańskiej.
- 1972 – W Niemczech Zachodnich powstał drugi rząd Willy’ego Brandta.
- 1973 – Wystartował kanał włoskiej telewizji publicznej Rai 3.
- 1976 – Samoa zostało członkiem ONZ.
- 1981 – Iracka szyicka organizacja „Zew Islamu” przeprowadziła samobójczy zamach bombowy na ambasadę Iraku w Bejrucie, w wyniku czego zginęło 61 osób (w tym ambasador), a co najmniej 100 zostało rannych.
- 1983:
  - Na Cyprze zniesiono karę śmierci za zabójstwo.
  - Przyjęto nową konstytucję Salwadoru.
- 1985 – Urodził się 10-milionowy obywatel Białorusi.
- 1988 – Premiera australijskiej komedii filmowej Młody Einstein w reżyserii Yahoo Seriousa.
- 1993 – Mario Frick został premierem Liechtensteinu.
- 1994 – Palau zostało członkiem ONZ.
- 1995:
  - Europejski Trybunał Sprawiedliwości wydał orzeczenie w tzw. sprawie Bosmana.
  - Premiery filmów: Gorączka w reżyserii Michaela Manna i Jumanji w reżyserii Joe Johnstona.
- 1997 – 85 osób zginęło, a jedna została ranna w katastrofie należącego do Tajikistan Airlines samolotu Tu-154B-1, lecącego z Duszanbe do Szardży w Zjednoczonych Emiratach Arabskich.
- 1998 – Isma’il Hamdani został premierem Algierii.
- 1999 – W Japonii odlano największą na świecie sztabę złota o masie 200 kg.
- 2000 – Definitywnie zamknięto elektrownię jądrową w Czarnobylu.
- 2001 – Po trwających 11 lat pracach zabezpieczających przed jej runięciem Krzywa Wieża w Pizie została ponownie udostępniona do zwiedzania.
- 2004 – Trzech polskich żołnierzy zginęło, a trzy osoby zostały ranne w katastrofie śmigłowca PZL W-3 Sokół pod Karbalą w Iraku.
- 2005 – W Iraku odbyły się wybory parlamentarne.
- 2006 – Dokonano oblotu amerykańskiego myśliwca wielozadaniowego Lockheed Martin F-35 Lightning II.
- 2008 – Abhisit Vejjajiva został premierem Tajlandii.
- 2009:
  - Dokonano oblotu Boeinga 787.
  - Zainaugurowała działalność Kazachska Filharmonia Narodowa w Astanie.
- 2010 – 41 osób zginęło, a około 60 zostało rannych samobójczym zamachu bombowym na szyicki meczet w mieście Czabahar w południowo-wschodnim Iranie.
- 2011 – Były prezydent Francji Jacques Chirac został skazany na karę 2 lat pozbawienia wolności w zawieszeniu za defraudację publicznych pieniędzy i narażenie zaufania publicznego.
- 2014:
  - W australijskim Sydney 50-letni uzbrojony uchodźca z Iranu wtargnął do kawiarni i wziął zakładników. W trakcie szturmu policji zginął napastnik i 2 zakładników, a 3 kolejnych i policjant zostało rannych.
  - W Japonii rozpoczęto sprzedaż Toyoty Mirai, pierwszego seryjnie produkowanego samochodu zasilanego wodorowymi ogniwami paliwowymi.
- 2016 – Uruchomiono europejski system nawigacji satelitarnej Galileo.
- 2018 – Na soborze zjednoczeniowym w którym wzięli udział na zasadach soborów biskupich przedstawiciele Ukraińskiego Kościoła Prawosławnego Patriarchatu Kijowskiego oraz Ukraińskiego Autokefalicznego Kościoła Prawosławnego, a także oddzielni przedstawiciele Ukraińskiego Kościoła Prawosławnego Patriarchatu Moskiewskiego powołano Kościół Prawosławny Ukrainy, a na jego zwierzchnika wybrano biskupa Epifaniusza[4].

## Eksploracja kosmosu
- 1960 – Nieudana próba wystrzelenia amerykańskiej sondy księżycowej Pioneer P 31.
- 1965 – Doszło do pierwszego w historii spotkania na orbicie statków kosmicznych Gemini 6 i 7.
- 1970 – Radziecka sonda Wenera 7 wylądowała na powierzchni Wenus skąd przez 23 minuty nadawała sygnały na Ziemię.
- 1977 – Po 4 miesiącach lotu amerykańska sonda Voyager 2 została prześcignięta przez wystrzeloną 16 dni później, ale wprowadzoną na szybszą trajektorię, bliźniaczą sondę Voyager 1.
- 1984 – Wystrzelono radziecką sondę Wega 1 przeznaczoną, wraz z wystrzeloną później Wegą 2, do badań Wenus i Komety Halleya.

## Urodzili się
- 37 – Neron, cesarz rzymski (zm. 68)
- 130 – Lucjusz Werus, cesarz rzymski (zm. 169)
- 1242 – Munetaka, japoński siogun (zm. 1274)
- 1291 – Aimone Spokojny, hrabia Sabaudii (zm. 1343)
- 1447 – Albrecht IV Mądry, książę Bawarii-Monachium i Bawarii-Landshut (zm. 1508)
- 1507 – Jerzy III, niemiecki duchowny protestancki, reformator religijny, prepozyt magdeburski, prepozyt miśnieński, biskup koadiutor Merseburga, książę Anhalt-Dessau, książę Anhalt-Plötzkau (zm. 1553)
- 1545 – Giovanni Delfino, włoski duchowny katolicki, biskup Vicenzy, kardynał (zm. 1622)
- 1567 – Christoph Demantius, niemiecki kompozytor, teoretyk muzyki (zm. 1643)
- 1595 – Jerzy Ossoliński, polski szlachcic, dyplomata, polityk, podstoli wielki koronny, marszałek Sejmu, podskarbi nadworny koronny, wojewoda sandomierski, podkanclerzy koronny, kanclerz wielki koronny (zm. 1650)
- 1610 – (data chrztu) David Teniers, flamandzki malarz, grafik (zm. 1690)
- 1657 – Michel Richard Delalande, francuski kompozytor, organista (zm. 1726)
- 1667 – Ernest Ludwik, landgraf Hesji-Darmstadt (zm. 1739)
- 1686 – Jean-Joseph Fiocco, flamandzki kompozytor (zm. 1746)
- 1710 – Francesco Zahra, maltański malarz religijny (zm. 1773)
- 1719 – Ludwik IX, landgraf Hesji-Darmstadt (zm. 1790)
- 1732 – Carl Gotthard Langhans, niemiecki architekt (zm. 1808)
- 1733 – Samuel Johnston, amerykański polityk, senator (zm. 1816)
- 1735 – Dawid Zygmunt Pilchowski, polski duchowny katolicki, jezuita, biskup pomocniczy wileński, tłumacz, poeta (zm. 1803)
- 1744 – Pierre Peyron, francuski malarz (zm. 1814)
- 1745 – Johann Gottfried Koehler, niemiecki astronom (zm. 1801)
- 1754 – Usman dan Fodio, islamski kaznodzieja i przywódca polityczny działający w środkowo-zachodniej Afryce (zm. 1817)
- 1768 – Maria Anna, infantka portugalska i hiszpańska (zm. 1788)
- 1772 – Jan Krukowiecki, polski generał (zm. 1850)
- 1784 – Wacław Seweryn Rzewuski, polski podróżnik, orientalista, poeta, jeździec, znawca koni (zm. 1831)
- 1789 – Carlos Soublette, wenezuelski wojskowy, dyplomata, polityk, prezydent Wenezueli (zm. 1870)
- 1790 – Georg Gottlieb Pusch, niemiecko-polski geolog, paleontolog (zm. 1846)
- 1792 – Algernon Percy, brytyjski arystokrata, polityk (zm. 1865)
- 1793 – Henry Charles Carey, amerykański ekonomista (zm. 1879)
- 1800 – Innocenty (Borisow), rosyjski biskup, teolog i święty prawosławny (zm. 1857)
- 1801:
  - Tomasz Bułhak, polski ziemianin, działacz niepodległościowy, zesłaniec (zm. 1895)
  - Mariano Cubí y Soler, hiszpański językoznawca, frenolog, wykładowca akademicki (zm. 1875)
  - Karol August Freyer, polski kompozytor, organista, pedagog pochodzenia niemieckiego (zm. 1883)
- 1802:
  - János Bolyai, węgierski matematyk (zm. 1860)
  - Jean-Daniel Colladon, szwajcarski chemik (zm. 1893)
- 1806 – Karol de Leon, francuski hrabia, najstarszy syn Napoleona Bonapartego (zm. 1881)
- 1807 – Auguste-Barthélemy Glaize, francuski malarz, litograf (zm. 1893)
- 1810 – Peter Andreas Munch, norweski historyk, wykładowca akademicki (zm. 1863)
- 1811:
  - Jan Czajkowski, polski ziemianin, polityk (zm. 1897)
  - Wiktor Feliks Szokalski, polski okulista, wykładowca akademicki (zm. 1891)
- 1813 – Ludwik Adam Jucewicz, żmudzki szlachcic, duchowny katolicki, pisarz, etnograf, historyk, folklorysta (zm. 1846)
- 1817 – Franciszek Radziszewski, polski bibliograf, bibliotekarz, pedagog (zm. 1885)
- 1820 – Tomasz Olexiński, polski duchowny katolicki, samorządowiec (zm. 1907)
- 1821 – Paolo Beriscia, albański duchowny katolicki, biskup Pultu w Albanii (zm. 1869)
- 1823 – Awgust Dawydow, rosyjski matematyk, inżynier, wykładowca akademicki (zm. 1885)
- 1827 – Joseph Halévy, francuski archeolog, orientalista (zm. 1917)
- 1832 – Gustave Eiffel, francuski inżynier, konstruktor (zm. 1923)
- 1833 – Valeriano Domínguez Bécquer, hiszpański malarz (zm. 1870)
- 1834 – Charles Augustus Young, amerykański astrofizyk (zm. 1908)
- 1836 – Bogumił Foland, polski działacz teatralny (zm. 1895)
- 1837 – Ethelbert William Bullinger, brytyjski duchowny anglikański, biblista (zm. 1913)
- 1838 – Gustav Neumann, niemiecki szachista (zm. 1881)
- 1839 – Franz Goerlich, niemiecki księgarz, wydawca (zm. 1908)
- 1843 – Heinrich Abel, niemiecki jezuita, kaznodzieja, duszpasterz (zm. 1926)
- 1844:
  - Alfred East, brytyjski malarz (zm. 1913)
  - Arturo Soria y Mata, hiszpański architekt, urbanista (zm. 1920)
- 1846:
  - Wincenty Dembiński, polski podpułkownik (zm. 1921)
  - Walery Furs-Żyrkiewicz, polski generał major w służbie rosyjskiej (zm. 1906)
  - Eusebi Güell, kataloński inżynier, przedsiębiorca (zm. 1918)
- 1847:
  - Walery Brochocki, polski malarz (zm. 1923)
  - Aleksander Hirschberg, polski historyk, wykładowca akademicki (zm. 1907)
  - (lub 23 listopada) Daniel Zgliński, polski aktor, dramaturg, dziennikarz, krytyk literacki (zm. 1931)
- 1851 – Felix von Hartmann, niemiecki duchowny katolicki, arcybiskup Kolonii, kardynał (zm. 1919)
- 1852:
  - Henri Becquerel, francuski fizyk, chemik, wykładowca akademicki, laureat Nagrody Nobla (zm. 1908)
  - Ludwika Wawelberg, polska działaczka społeczna, filantropka pochodzenia żydowskiego (zm. 1927)
  - Józef Wolff, polski historyk, księgarz, heraldyk, genealog pochodzenia żydowskiego (zm. 1900)
- 1854 – Lazzaro Pisani, maltański malarz (zm. 1932)
- 1855 – Josef Klička, czeski kompozytor, organista, dyrygent (zm. 1937)
- 1857 – Eugeniusz Pankiewicz, polski kompozytor, pianista (zm. 1898)
- 1859 – Ludwik Zamenhof, polski lekarz, lingwista pochodzenia żydowskiego (zm. 1917)
- 1860 – Niels Ryberg Finsen, duński lekarz, laureat Nagrody Nobla (zm. 1904)
- 1861 – Pehr Evind Svinhufvud, fiński polityk, premier i prezydent Finlandii (zm. 1944)
- 1864:
  - Władysław Leon Grzędzielski, polski prawnik, polityk, minister aprowizacji (zm. 1925)
  - Jan Jacyna, polski generał, inżynier, pisarz (zm. 1930)
- 1865 – Józef Śliwiński, polski pianista, dyrygent (zm. 1930)
- 1866 – Marko Radulović, czarnogórski prawnik, polityk, premier Czarnogóry (zm. po 1935)
- 1869:
  - Leon Marchlewski, polski chemik (zm. 1946)
  - Maria Wojciechowska, polska pierwsza dama (zm. 1959)
- 1870:
  - Josef Hoffmann, austriacki architekt, projektant sztuki użytkowej (zm. 1956)
  - Hugo Sällström, szwedzki żeglarz sportowy (zm. 1951)
- 1873 – Harry E. Humphrey, amerykański spiker, lektor, aktor (zm. 1947)
- 1876 – Władysław Paciorkiewicz, polski mechanik, wynalazca (zm. 1925)
- 1877 – Georg af Klercker, szwedzki aktor, scenarzysta, reżyser teatralny i filmowy (zm. 1951)
- 1879 – Rudolf Laban, węgierski tancerz, choreograf, teoretyk tańca (zm. 1958)
- 1880 – Wiesław Chrzanowski, polski inżynier techniki cieplnej, polityk (zm. 1940)
- 1883 – Jock Stewart, brytyjski kolarz torowy (zm. 1950)
- 1884 – Eugeniusz Zak, polski malarz, rysownik pochodzenia żydowskiego (zm. 1926)
- 1886 – Wanda Krahelska, polska działaczka socjalistyczna, plastyczka (zm. 1968)
- 1888 – Maxwell Anderson, amerykański dramaturg, scenarzysta filmowy (zm. 1959)
- 1889:
  - Joan Riudavets Moll, hiszpański superstulatek (zm. 2004)
  - Stefan Steblecki, polski kapitan piechoty (zm. 1926)
  - Tadeusz Wołowski, polski reżyser teatralny (zm. 1958)
- 1890:
  - Harry Babcock, amerykański lekkoatleta, tyczkarz (zm. 1965)
  - Federico Callori di Vignale, włoski kardynał (zm. 1971)
- 1891:
  - Władysław Dobroch, polski polityk, poseł na Sejm RP (zm. 1962)
  - David Wijnveldt, holenderski piłkarz (zm. 1962)
- 1892:
  - Jean Paul Getty, amerykański przedsiębiorca (zm. 1976)
  - George Lawrence Price, kanadyjski żołnierz (zm. 1918)
- 1893:
  - Feliks Kaliński, polski szeregowy, nauczyciel (zm. 1959)
  - Victor Milner, amerykański operator filmowy (zm. 1972)
- 1894:
  - Nikołaj Antipow, radziecki polityk (zm. 1938)
  - Yūsaburō Uchida, japoński psychiatra, psycholog (zm. 1966)
- 1895 – Nikołaj Nieustrojew, jakucki dziennikarz, prozaik, dramaturg (zm. 1929)
- 1896:
  - Miles Dempsey, brytyjski generał (zm. 1969)
  - Kanstancin Juchniewicz, białoruski dziennikarz, polityk, poseł na Sejm RP (zm. 1971)
  - Kazimierz Lelewicz, polski artysta fotograf (zm. 1986)
  - José Vidal, urugwajski piłkarz (zm. 1974)
  - Christo Wakarelski, bułgarski etnograf, tłumacz (zm. 1979)
- 1897:
  - Theodor Busse, niemiecki generał (zm. 1986)
  - Zenta Mauriņa, łotewska filolog, pisarka, tłumaczka (zm. 1978)
  - Ferdinando Maria Poggioli, włoski reżyser i scenarzysta filmowy (zm. 1945)
  - Walerian Śliwiński, polski sierżant, policjant (zm. 1941)
  - Enrique Thompson, argentyński wszechstronny lekkoatleta (zm. 1928)
- 1898:
  - Ernst Goldenbaum, niemiecki polityk (zm. 1990)
  - Joe Spence, angielski piłkarz (zm. 1966)
  - Josef Wiessalla, niemiecki pisarz, dziennikarz, eseista (zm. 1945)
- 1899:
  - Harold Abrahams, brytyjski lekkoatleta, sprinter (zm. 1978)
  - Euzebia Palomino Yenes, hiszpańska salezjanka, błogosławiona (zm. 1935)
  - Ada Sadowska, polska artystka radiowa (zm. 1963)
- 1900:
  - Wasilij Abajew, rosyjski językoznawca-iranista, krajoznawca, etymolog pochodzenia osetyjskiego (zm. 2001)
  - Ignacy Dąbrowski, polski adwokat, działacz ruchu oporu (zm. 1941)
  - Dora Kalinówna, polska aktorka pochodzenia żydowskiego (zm. 1986)
  - Ewa Lewańska, polska malarka, poetka (zm. 1980)
  - Stanisław Piasecki, polski działacz narodowy, pisarz, publicysta, krytyk literacki i teatralny, żołnierz (zm. 1941)
- 1901 – Sałczak Toka, tuwiński polityk komunistyczny (zm. 1973)
- 1902:
  - Bronisław Chajęcki, polski kapitan, żołnierz AK, pedagog (zm. 1953)
  - Fritz Machlup, austriacki ekonomista pochodzenia żydowskiego (zm. 1983)
- 1903:
  - Leib Lensky, amerykański aktor pochodzenia żydowskiego (zm. 1991)
  - Julij Rajzman, rosyjski reżyser i scenarzysta filmowy (zm. 1994)
- 1904:
  - Anatol Girs, polski drukarz, wydawca, typograf (zm. 1990)
  - Henry Russell, amerykański lekkoatleta, sprinter (zm. 1986)
  - Jan Świderski, polski chemik, wykładowca akademicki (zm. 1988)
- 1905:
  - Ferenc Farkas, węgierski kompozytor (zm. 2000)
  - Anna Krzywicka, polska rolniczka, Sprawiedliwa wśród Narodów Świata (zm. 1980)
  - Maria Rotwand, polska malarka, pedagog (zm. 2007)
- 1906:
  - Jan Czosnecki, polski rzeźbiarz, sztukator (zm. 1978)
  - Pawieł Kriukow, radziecki generał major lotnictwa (zm. 1974)
- 1907:
  - Richard Crossman, brytyjski dziennikarz, polityk (zm. 1974)
  - Gordon Douglas, amerykański reżyser filmowy (zm. 1993)
  - Bob Hawk, amerykańska osobowość radiowa (zm. 1989)
  - Esko Järvinen, fiński skoczek narciarski, kombinator norweski (zm. 1976)
  - Oscar Niemeyer, brazylijski architekt pochodzenia niemieckiego (zm. 2012)
- 1908:
  - Demetrio Neyra, peruwiański piłkarz (zm. 1957)
  - Adam Seweryniak, polski bokser (zm. 1945)
  - Gualberto Villarroel, boliwijski major, polityk, prezydent Boliwii (zm. 1946)
- 1909:
  - Frank Henry, amerykański jeździec sportowy (zm. 1989)
  - Irena Nowakowska-Acedańska, polska graficzka, malarka (zm. 1983)
- 1910:
  - Włodzimierz Gajewski, polski porucznik obserwator (zm. 1939)
  - Franciszek Głowacki, polski hokeista, piłkarz, trener (zm. 1989)
  - John Hammond, amerykański producent muzyczny (zm. 1987)
- 1911 – Stan Kenton, amerykański muzyk jazzowy (zm. 1979)
- 1912:
  - Reuben Goodstein, brytyjski matematyk, filozof matematyki (zm. 1985)
  - Sabyr Nijazbekow, kazachski polityk komunistyczny (zm. 1989)
- 1913:
  - Walt Ader, amerykański kierowca wyścigowy (zm. 1982)
  - Prudent Joye, francuski lekkoatleta, płotkarz i sprinter (zm. 1980)
  - Gogo Nushi, albański polityk komunistyczny (zm. 1970)
- 1914:
  - Gheorghe Dumitrescu, rumuński kompozytor (zm. 1996)
  - Arthur Troop, brytyjski funkcjonariusz policji (zm. 2000)
- 1915:
  - Aleksander Lewin, polski pedagog pochodzenia żydowskiego (zm. 2002)
  - Charles Wheeler, amerykański operator filmowy (zm. 2004)
- 1916:
  - Miguel Arraes, brazylijski polityk (zm. 2005)
  - Maurice Wilkins, brytyjski biochemik, laureat Nagrody Nobla pochodzenia nowozelandzkiego (zm. 2004)
- 1917 – Pawieł Gołowaczow, radziecki generał major pilot, as myśliwski (zm. 1972)
- 1918:
  - Jeff Chandler, amerykański aktor (zm. 1961)
  - Maria Jarochowska, polska dziennikarka, pisarka, reportażystka, polityk, poseł na Sejm PRL (zm. 1975)
  - Hanna Olechnowicz, polska psycholog (zm. 2013)
- 1919:
  - Andrzej Deptuch, polski franciszkanin konwentualny (zm. 2015)
  - Mahmud Hasan, egipski zapaśnik (zm. 1998)
  - Albert Pfeifer, austriacki i niemiecki narciarz alpejski (zm. 1943)
  - Åke Seyffarth, szwedzki łyżwiarz szybki (zm. 1998)
  - Jan Włodarczyk, polski piłkarz, trener (zm. 1998)
  - Maryla Zalejska-Komar, polska dziennikarka pochodzenia żydowskiego (zm. 2004)
- 1920:
  - Vlastimil Brodský, czeski aktor (zm. 2002)
  - Albert Memmi, francuski prozaik, eseista pochodzenia żydowskiego (zm. 2020)
  - Robert Rogalski, polski aktor (zm. 2020)
- 1921:
  - Daniela Agopsowicz, polsko-kanadyjska malarka (zm. 2016)
  - Alan Freed, amerykański didżej (zm. 1965)
  - Tymoteusz Karpowicz, polski prozaik, poeta, tłumacz (zm. 2005)
  - Kazimierz Łaski, polski ekonomista, wykładowca akademicki pochodzenia żydowskiego (zm. 2015)
  - Bob Todd, brytyjski aktor komediowy (zm. 1992)
  - John Ward, brytyjski porucznik pilot (zm. 1995)
  - Jerzy Zakrzewski, polski podporucznik AK, uczestnik powstania warszawskiego (zm. 1944)
- 1922:
  - Juan Colmán, argentyński piłkarz (zm. 1999)
  - Henryk Mandelbaum, polski przedsiębiorca pochodzenia żydowskiego (zm. 2008)
  - Alfons Mazurkiewicz, polski malarz (zm. 1975)
- 1923:
  - Jimmy Carter, amerykański bokser (zm. 1994)
  - Pierre Cossette, kanadyjski producent telewizyjny i teatralny (zm. 2009)
  - Freeman Dyson, amerykański fizyk teoretyk, matematyk, futurolog, astrofizyk (zm. 2020)
  - Inge Keller, niemiecka aktorka (zm. 2017)
  - Luis Alberto Luna Tobar, ekwadorski duchowny katolicki, biskup Quito (zm. 2017)
  - Leon Niemczyk, polski aktor (zm. 2006)
  - Walentin Wariennikow, rosyjski generał, polityk (zm. 2009)
- 1924
  - Ana Kalandadze, gruzińska poetka (zm. 2008)
  - Ruhi Sarıalp, turecki lekkoatleta, trójskoczek (zm. 2001)
- 1926:
  - Michał Światopełk-Mirski, polski kapral podchorąży, uczestnik powstania warszawskiego (zm. 1944)
  - Emmanuel Wamala, ugandyjski duchowny katolicki, arcybiskup Kampali, kardynał
- 1927 – Mieczysław Borkowski, polski porucznik, działacz kombatancki, samorządowiec, publicysta (zm. 2011)
- 1928:
  - Ida Haendel, brytyjska skrzypaczka pochodzenia polsko-żydowskiego (zm. 2020)
  - Friedensreich Hundertwasser, austriacki malarz, grafik, rzeźbiarz, architekt (zm. 2000)
- 1929:
  - Tomasz Olszewski, polski fotograf (zm. 2020)
  - Tomasz Zaliwski, polski aktor (zm. 2006)
- 1930:
  - Antonietta Meo, włoska kandydatka na ołtarze (zm. 1937)
  - Edna O’Brien, irlandzka pisarka (zm. 2024)
  - Henryk Rospara, polski rzemieślnik, polityk, poseł na Sejm RP (zm. 2004)
  - Günter Siebert, niemiecki piłkarz, działacz piłkarski (zm. 2017)
  - Hanna Sygietyńska-Kwoczyńska, polska historyk sztuki (zm. 2017)
  - Eugenia Zdebska, polska kardiochirurg dziecięca (zm. 2007)
- 1931:
  - Michał Dobroczyński, polski politolog (zm. 2006)
  - Ernest Pintoff, amerykański reżyser filmowy (zm. 2002)
  - Klaus Rifbjerg, duński pisarz, dramaturg, poeta (zm. 2015)
  - Peter Schmidhuber, niemiecki prawnik, samorządowiec, polityk, eurokomisarz (zm. 2020)
  - Evald Schorm, czeski reżyser filmowy i teatralny, scenarzysta i aktor (zm. 1988)
- 1932:
  - Charles Bozon, francuski narciarz alpejski (zm. 1964)
  - Ernest Cabo, gwadelupski duchowny katolicki, biskup Basse-Terre (zm. 2019)
  - Geremew Denboba, etiopski kolarz szosowy (zm. 2023)
  - Ian Murray, brytyjski duchowny katolicki, biskup Argyll and the Isles (zm. 2016)
  - Roberto Zárate, argentyński piłkarz (zm. 2013)
- 1933:
  - Tim Conway, amerykański aktor (zm. 2019)
  - Adam Kowalik, polski prawnik, polityk, minister handlu wewnętrznego i usług (zm. 2016)
  - Grzegorz III Laham, syryjski duchowny katolicki, patriarcha Kościoła melchickiego
  - Ralph T. O’Neal, brytyjski polityk, szef ministrów i premier Brytyjskich Wysp Dziewiczych (zm. 2019)
  - Bolesław Tejkowski, polski socjolog, inżynier, nauczyciel akademicki, polityk nacjonalistyczny (zm. 2022)
- 1934:
  - Mohamed Farrah Aidid, somalijski watażka (zm. 1996)
  - Gérard Gravelle, kanadyjski skoczek narciarski (zm. 2022)
  - Abdullahi Jusuf, somalijski polityk, prezydent Somalii (zm. 2012)
  - Rajna Kabaiwanska, bułgarska śpiewaczka operowa (sopran)
  - Stanisłau Szuszkiewicz, białoruski matematyk, fizyk, polityk, przewodniczący Rady Najwyższej Białorusi (zm. 2022)
- 1935:
  - Adnan Badran, jordański naukowiec, polityk, minister obrony, premier Jordanii
  - Renata Jabłońska, polsko-izraelska pisarka, poetka, tłumaczka
- 1936:
  - Maria Anto, polska malarka (zm. 2007)
  - Pierre Nguyễn Soạn, wietnamski duchowny katolicki, biskup Qui Nhơn (zm. 2024)
  - Zbigniew Regucki, polski dziennikarz (zm. 2024)
  - Krzysztof Sadowski, polski muzyk jazzowy, twórca muzyki filmowej
- 1937:
  - Renate Heinisch, niemiecka farmaceutka, polityk
  - Roman Lentner, polski piłkarz, trener (zm. 2023)
- 1938:
  - Mariano Artigas, hiszpański duchowny katolicki, teolog, filozof, fizyk, pisarz (zm. 2006)
  - Klaus Hänsch, niemiecki polityk, przewodniczący Parlamentu Europejskiego
  - Fred Anton Maier, norweski łyżwiarz szybki (zm. 2015)
  - Juan Carlos Wasmosy Monti, paragwajski inżynier budowlany, multimilioner, polityk pochodzenia węgierskiego, prezydent Paragwaju
- 1939:
  - Yvonne Monlaur, francuska aktorka (zm. 2017)
  - Jan Sziling, polski historyk (zm. 2023)
- 1940 – Irena Dudzińska, polska aktorka
- 1941:
  - Jorma Kinnunen, fiński lekkoatleta, oszczepnik (zm. 2019)
  - Antoni Kopaczewski, polski samorządowiec, działacz opozycji antykomunistycznej (zm. 2014)
  - Miklós Munkácsi, węgierski pisarz
- 1942:
  - Kathleen Babineaux Blanco, amerykańska polityk (zm. 2019)
  - Driss Bamous, marokański piłkarz (zm. 2015)
  - Dave Clark, brytyjski muzyk, kompozytor, producent muzyczny, aktor
  - Rolando García, chilijski piłkarz
  - Janina Gościej, polska nauczycielka, polityk, senator RP
  - Krystyna Jakubowska, polska siatkarka
  - Héctor Pulido, meksykański piłkarz, trener (zm. 2022)
  - Anton Stres, słoweński duchowny katolicki, arcybiskup Lublany
  - Mike Summerbee, angielski piłkarz, trener
- 1943:
  - Edmundo Abastoflor Montero, boliwijski duchowny katolicki, arcybiskup La Paz
  - Bernard Dornowski, polski gitarzysta, wokalista, członek zespołów: Niebiesko-Czarni i Czerwone Gitary
  - Jerzy Dziewulski, polski funkcjonariusz MO, antyterrorysta, aktor niezawodowy, polityk, poseł na Sejm RP (zm. 2025)
  - Mihály Hesz, węgierski kajakarz
  - Domingo Perurena, hiszpański kolarz torowy i szosowy (zm. 2023)
- 1944:
  - Abd as-Salam Dżallud, libijski polityk, premier Libii
  - Chico Mendes, brazylijski chłop, działacz związkowy, obrońca przyrody amazońskiej (zm. 1988)
  - Avtar Singh Bhurji, ugandyjski hokeista na trawie (zm. 2025)
- 1945 – Michael King, nowozelandzki historyk, pisarz (zm. 2004)
- 1946:
  - Carmine Appice, amerykański perkusista, członek zespołów: Vanilla Fudge i Cactus
  - Comunardo Niccolai, włoski piłkarz (zm. 2024)
  - Piet Schrijvers, holenderski piłkarz (zm. 2022)
- 1947:
  - José Claudinei Georgini, brazylijski piłkarz, trener
  - Michele Fawdon, australijska aktorka (zm. 2011)
  - Halina Podgórska-Dutka, polska skrzypaczka, malarka, poetka, pedagog
- 1948:
  - Pascal Bruckner, francuski pisarz
  - Antonino Dias, portugalski duchowny katolicki, biskup Portalegre-Castelo Branco
  - Toshinori Kondō, japoński trębacz jazzowy (zm. 2020)
  - Jerzy Michaluk, polski producent filmowy
  - Andrzej Mogielnicki, polski autor tekstów piosenek
  - Charlie Scott, amerykański koszykarz
- 1949:
  - Ewa Bartnik, polska genetyk
  - Krzysztof Dołowy, polski profesor nauk przyrodniczych, polityk, poseł na Sejm RP
  - Don Johnson, amerykański aktor, piosenkarz
  - Győző Martos, węgierski piłkarz
  - Andrés Stanovnik, argentyński duchowny katolicki pochodzenia słoweńskiego, arcybiskup Corrientes
  - Mafuila Mavuba, kongijski piłkarz
- 1950:
  - Sylwester Gajewski, polski rolnik, polityk, senator RP
  - Boris Gryzłow, rosyjski polityk
  - Andrzej Pol, polski inżynier, nauczyciel, samorządowiec, prezydent Piotrkowa Trybunalskiego (zm. 2024)
  - Ali Zajdan, libijski polityk, premier Libii
- 1951:
  - Joe Jordan, szkocki piłkarz, trener
  - Mieczysław Miazga, polski socjolog, urbanista, regionalista
  - Arkadij Rotenberg, rosyjski judoka, trener, działacz sportowy, przedsiębiorca pochodzenia żydowskiego
- 1952:
  - Lee Aronsohn, amerykański scenarzysta i producent filmowy
  - Allan Simonsen, duński piłkarz
  - Julie Taymor, amerykańska reżyserka filmowa, teatralna i operowa
  - Giacomo Vismara, włoski kierowca rajdowy
- 1953:
  - Constantin Alexandru, rumuński zapaśnik (zm. 2014)
  - Francisco Fadul, gwinejski polityk, premier Gwinei Bissau
  - John Hsane Hgyi, birmański duchowny katolicki, biskup Pathein (zm. 2021)
  - Lech Jakób, polski prozaik, poeta, aforysta
  - Ryszard Małajny, polski prawnik, konstytucjonalista (zm. 2018)
  - Erica Nixon, australijska lekkoatletka, wieloboistka
  - Thomas Strauß, niemiecki wioślarz
- 1954:
  - Alex Cox, brytyjski reżyser i scenarzysta filmowy
  - Andrzej Dominiczak, polski działacz społeczny, publicysta, tłumacz
  - Janusz Edward Kasperczyk, polski chemik, wykładowca akademicki
  - Eva Mārtuža, łotewska poetka, autorka tekstów, publicystka, eseistka, polityk
  - Krzysztof Murawski, polski filozof, prakseolog, specjalista w zakresie zarządzania
  - Mark Warner, amerykański polityk, senator
  - Zdeněk Zelenka, czeski reżyser i scenarzysta filmowy
- 1955:
  - Roman Faber, polski piłkarz
  - Martin Havik, holenderski kolarz torowy i szosowy
  - Renate Künast, niemiecka polityk
  - Paul Simonon, brytyjski basista, członek zespołu The Clash
- 1956:
  - Roman Czepe, polski publicysta, samorządowiec, polityk, poseł na Sejm RP
  - Tomasz Herkt, polski trener koszykówki
  - Tony Leon, południowoafrykański polityk
  - Adam Pieczyński, polski dziennikarz, menedżer
- 1957:
  - Normand Baron, kanadyjski hokeista, kulturysta
  - Valeriano Gómez, hiszpański ekonomista, związkowiec, polityk
  - Mikołaj Haremski, polski reżyser filmowy
  - Tim Reynolds, amerykański gitarzysta, multiinstrumentalista
- 1958:
  - Rabah Madjer, algierski piłkarz, trener
  - Alfredo Ormando, włoski pisarz (zm. 1998)
  - Sołomija Pawłyczko, ukraińska pisarka, publicystka (zm. 1999)
  - Kazimierz Wlazło, polski prawnik, samorządowiec prezydent Radomia
- 1959:
  - José Roberto Figueroa, honduraski piłkarz (zm. 2020)
  - Hugh Russell, irlandzki bokser (zm. 2023)
- 1960:
  - Tadeusz Buk, polski generał dywizji, dowódca Wojsk Lądowych RP (zm. 2010)
  - Gerard County, trynidadzko-tobagijski duchowny katolicki, biskup Kingstown
  - Jan Nilsson, szwedzki kierowca wyścigowy
  - Tom Sundby, norweski piłkarz
- 1961:
  - Nick Beggs, brytyjski muzyk, członek zespołu Kajagoogoo
  - Reginald Hudlin, amerykański reżyser filmowy
  - Siarhiej Nawumczyk, białoruski dziennikarz, polityk
  - Karin Resetarits, austriacka dziennikarka, polityk
  - Bożena Sadowska, polska lekkoatletka, wieloboistka
- 1962:
  - Gianluca Farina, włoski wioślarz
  - Ingo Schulze, niemiecki pisarz
  - Noël Vidot, reunioński piłkarz
- 1963:
  - Mirosław Baka, polski aktor
  - Ellie Cornell, amerykańska aktorka
  - Alenka Smerkolj, słoweńska menedżer, polityk
  - David Velay, francuski kierowca wyścigowy
- 1964:
  - Edson Batista de Mello, brazylijski duchowny katolicki, biskup Cachoeira do Sul
  - Kubatbek Boronow, kirgiski polityk, premier Kirgistanu
  - Adam Świerkocz, polski generał brygady pilot
  - Jacek Zacharewicz, polski samorządowiec, polityk, poseł na Sejm RP
- 1965:
  - Joanna Jeżewska, polska aktorka
  - Pat O’Brien, amerykański gitarzysta, kompozytor, członek zespołów: Nevermore i Cannibal Corpse
  - Wojciech Stamm, polski poeta, prozaik, dramaturg, reżyser teatralny, performer, dziennikarz
  - José Tolentino Mendonça, portugalski duchowny katolicki, kardynał
- 1966:
  - Max Angelelli, włoski kierowca wyścigowy
  - Juan Ríos, portorykański tenisista
- 1967:
  - David Černý, czeski rzeźbiarz
  - Rex Ramirez, filipiński duchowny katolicki, biskup Naval
  - Oleg Ryżenkow, białoruski biathlonista
  - Mo Vaughn, amerykański baseballista
- 1968:
  - Colin Sturgess, brytyjski kolarz szosowy i torowy
  - Garrett Wang, amerykański aktor pochodzenia chińskiego
- 1969:
  - Ian Gorst, polityk baliwatu Jersey, szef ministrów
  - Ralph Ineson, brytyjski aktor
  - Ulrich Köhler, niemiecki reżyser i scenarzysta filmowy
  - Ahmed Ouattara, iworyjski piłkarz
  - Marion Poschmann, niemiecka pisarka, poetka
  - Juha Riihijärvi, fiński hokeista, trener
- 1970:
  - Sid Ahmed Mahrez, algierski piłkarz, bramkarz
  - Michael Shanks, kanadyjski aktor, reżyser i scenarzysta telewizyjny
  - Przemysław Truściński, polski rysownik komiksowy i reklamowy, storyboardzista
  - Jarema Trzebiński, polski prawnik, sędzia Trybunału Stanu
  - Bulus Dauwa Yohanna, nigeryjski duchowny katolicki, wikariusz apostolski Kotagory
- 1971:
  - Karen Cashman, amerykańska łyżwiarka szybka, specjalistka short tracku
  - Mirela Holy, chorwacka polityk
  - Clint Lowery, amerykański gitarzysta, członek zespołów: Still Rain, Sevendust, Dark New Day i Korn
  - Milena Miconi, włoska modelka, aktorka
  - Edyta Olszówka, polska aktorka
  - Serafin (Sawostjanow), rosyjski biskup prawosławny
- 1972:
  - Fita Bayisa, etiopski lekkoatleta, długodystansowiec
  - Andrea Di Stefano, włoski aktor
  - Sete Gibernau, hiszpański motocyklista wyścigowy
  - Paweł Juszczyszyn, polski prawnik, sędzia
  - Ołeksandr Ławrencow, ukraiński piłkarz, bramkarz
  - Stuart Townsend, irlandzki aktor
  - Alexandra Tydings, amerykańska modelka, reżyserka
- 1973:
  - Alexei Banes, kubański zapaśnik
  - Surya Bonaly, francuska łyżwiarka figurowa
  - Oksana Cyhulowa, ukraińska gimnastyczka akrobatyczna
  - Bartłomiej Jamróz, polski piłkarz
  - Paweł Odorowicz, polski altowiolista, sideman, kompozytor, aranżer, producent muzyczny, reżyser nagrań
- 1974:
  - Antoni Bojańczyk, polski prawnik, wykładowca akademicki
  - Martin Djetou, francuski piłkarz pochodzenia iworyjskiego
  - Mohamed Mansaray, sierraleoński piłkarz
  - Eugeniusz Misztal, polski judoka
  - Agnieszka Odorowicz, polska ekonomistka, urzędniczka państwowa, wiceminister kultury, dyrektor PISF
  - Mariusz Sidorkiewicz, polski dziennikarz
  - Acey Slade, amerykański basista, wokalista, członek zespołu Wednesday 13
  - Nikola Stojić, serbski wioślarz
  - Maciej Wydrzyński, polski przedsiębiorca, polityk, poseł na Sejm RP
- 1975:
  - Cosmin Contra, rumuński piłkarz, trener
  - Šarūnas Gustainis, litewski polityk
  - Anna Kimonos, cypryjska gimnastyczka
  - Agnieszka Pogródka-Węcławek, polska funkcjonariuszka BOR (zm. 2010)
- 1976:
  - Baichung Bhutia, indyjski piłkarz
  - Dragan Ćeranić, serbski koszykarz
  - Tiberio Cruz, kolumbijski aktor, model
  - Roger García, hiszpański piłkarz narodowości katalońskiej
  - Kanako Ōmura, japońska siatkarka
  - Miki Sasaki, japońska siatkarka
- 1977:
  - Laetitia Berthier, burundyjska lekkoatletka, tyczkarka
  - Catherine Fox, amerykańska pływaczka
  - Wesley Ngetich, kenijski lekkoatleta, maratończyk (zm. 2008)
  - Rohff, francuski raper
  - Geoff Stults, amerykański aktor, producent filmowy
- 1978:
  - Hayden Godfrey, nowozelandzki kolarz torowy i szosowy
  - Mark Jansen, holenderski muzyk, wokalista, kompozytor, członek zespołów: After Forever, Epica i Mayan
  - Sujeet Maan, indyjski zapaśnik
  - Jagna Marczułajtis-Walczak, polska snowboardzistka, polityk, poseł na Sejm RP i eurodeputowana
  - Henrieta Nagyová, słowacka tenisistka
  - Christophe Rochus, belgijski tenisista
  - Aleksiej Swirin, rosyjski wioślarz
  - Daýançgylyç Urazow, turkmeński piłkarz
- 1979:
  - Adam Brody, amerykański aktor, scenarzysta i producent filmowy pochodzenia żydowskiego
  - Abel Salami, nigeryjski piłkarz
  - Alex Solowitz, amerykański aktor, kompozytor, wokalista, tancerz, producent muzyczny pochodzenia żydowskiego
  - Eric Young, kanadyjski wrestler
- 1980:
  - Annalena Baerbock, niemiecka polityk
  - Max Birbraer, izraelski hokeista
  - Wiaczesław Czeczer, ukraiński piłkarz
  - Seryk Jeleuow, kazachski bokser
  - Ji Mingyi, chiński piłkarz
  - Sergio Pizzorno, brytyjski muzyk, członek zespołu Kasabian[5]
  - Fredrik Risp, szwedzki piłkarz
  - Alexandra Stevenson, amerykańska tenisistka
- 1981:
  - Michelle Dockery, brytyjska aktorka, piosenkarka
  - Emade, polski perkusista, didżej, członek zespołu Tworzywo Sztuczne
  - Brendan Fletcher, kanadyjski aktor
  - Michał Gajownik, polski kajakarz (zm. 2009)
  - Paolo Lorenzi, włoski tenisista
  - Roman Pawluczenko, rosyjski piłkarz
  - Marta Żyłczyńska, polska koszykarka
- 1982:
  - Marina Albiol, hiszpańska polityk
  - Charlie Cox, brytyjski aktor
  - Matías Delgado, argentyński piłkarz
  - Dominika Kublik-Marzec, polska tancerka
  - Christopher Morgan, australijski wioślarz
  - Christina Pedersen, duńska piłkarka ręczna, bramkarka
  - Tetiana Perebyjnis, ukraińska tenisistka
  - Shehzad Tanweer, brytyjski zamachowiec pochodzenia pakistańskiego (zm. 2005)
  - Andriej Tierieszyn, rosyjski lekkoatleta, skoczek wzwyż
  - Vasco Uva, portugalski rugbysta
- 1983:
  - Komlan Amewou, togijski piłkarz
  - Marco Bernacci, włoski piłkarz
  - Brooke Fraser, nowozelandzka piosenkarka, autorka tekstów
  - Gunnar Már Guðmundsson, islandzki piłkarz
  - Jamie Heaslip, irlandzki rugbysta
  - Zlatan Ljubijankič, słoweński piłkarz
  - Camilla Luddington, brytyjska aktorka
  - Viran Morros, hiszpański piłkarz ręczny
  - Jonas Persson, szwedzki pływak
  - Ronnie Radke, amerykański muzyk, wokalista, członek zespołu Escape the Fate
  - Agnieszka Radzikowska, polska aktorka
  - César Arturo Ramos, meksykański sędzia piłkarski
  - René Román, hiszpański piłkarz, bramkarz
  - Wang Hao, chiński tenisista stołowy
  - Sophia Young, amerykańska koszykarka
- 1984:
  - Amel Bensemain, francuska judoczka
  - Martyn Bernard, brytyjski lekkoatleta, skoczek wzwyż
  - Ragnheiður Gröndal, islandzka piosenkarka
  - Véronique Mang, francuska lekkoatletka, sprinterka
  - Łukasz Maszczyk, polski bokser
  - Lucija Polavder, słoweńska judoczka
  - Christopher Schadewaldt, niemiecki hokeista
  - Martin Škrtel, słowacki piłkarz
  - Yu Fengtong, chiński łyżwiarz szybki
- 1985:
  - Jauhien Asnareuski, białoruski prozaik, poeta, bloger, historyk, muzyk, malarz
  - Kacper Bielicki, polski siatkarz
  - Qasem Burhan, katarski piłkarz, bramkarz pochodzenia senegalskiego
  - Zoe Lee, brytyjska wioślarka
  - Adi Rocha, brazylijski piłkarz
  - Martin Růžička, czeski hokeista
- 1986:
  - Lauren Boebert, amerykańska polityk, kongreswoman
  - Kim Jun-su, południowokoreański piosenkarz, członek zespołu Dong Bang Shin Ki
  - Radosław Majewski, polski piłkarz
  - Mikaila, amerykańska piosenkarka
  - Aleksandra Prykowska, polska aktorka
- 1987:
  - Khairunnisa Ash'ari, brunejska polityczka
  - Tobiasz Bocheński, polski prawnik, urzędnik państwowy, polityk , wojewoda łódzki, eurodeputowany
  - Adam Danch, polski piłkarz
  - Miguel Ángel García, amerykański bokser
- 1988:
  - Andreea Andrei, rumuńska florecistka
  - Floyd Ayité, togijski piłkarz
  - Sonia Grabowska, polska lekkoatletka, tyczkarka
  - Erik Gustafsson, szwedzki hokeista
  - Małgorzata Ławrynowicz, polska gimnastyczka
  - Ilona Senderek, polska łyżwiarka figurowa
  - Jelena Szałygina, kazachska zapaśniczka
- 1989:
  - Helena Ciak, francuska koszykarka
  - Ian Hoog, nowozelandzki piłkarz
  - Ryan McBride, irlandzki piłkarz (zm. 2017)
  - Eva Michalski, niemiecka siatkarka
  - Anthony Miles, amerykański koszykarz
  - Arina Rodionowa, rosyjska tenisistka
- 1990:
  - Daneil Cyrus, trynidadzko-tobagijski piłkarz
  - Dai Xiaoxiang, chiński łucznik
  - Stephanie Enright, portorykańska siatkarka
  - Renáta Sándor, węgierska siatkarka
- 1991:
  - Jehue Gordon, trynidadzko-tobagijski lekkoatleta, płotkarz
  - Yanni Gourde, kanadyjski hokeista
  - Saša Jovanović, serbski piłkarz
  - Pierre-Michel Lasogga, niemiecki piłkarz
  - Brede Moe, norweski piłkarz
  - Karolina Sawka, polska aktorka
- 1992:
  - Salvatore Caruso, włoski tenisista
  - Famara Diédhiou, senegalski piłkarz
  - Darja Dugina, rosyjska dziennikarka, komentatorka polityczna, publicystka (zm. 2022)
  - Jesse Lingard, angielski piłkarz
  - Alex Telles, brazylijski piłkarz
- 1993:
  - Rachel Bootsma, amerykańska pływaczka pochodzenia holenderskiego
  - Marvin Bracy, amerykański lekkoatleta, sprinter, futbolista
  - Jazmine Davis, amerykańska koszykarka
  - Mijal Hines, kostarykańska siatkarka
  - Amit Kumar, indyjski zapaśnik
  - Daniel Ochefu, amerykański koszykarz pochodzenia nigeryjskiego
- 1994:
  - Barbora Bálintová, słowacka koszykarka
  - Jason Brown, amerykański łyżwiarz figurowy
  - Michał Marcjanik, polski piłkarz
  - Flora Ogilvy, brytyjska arystokratka
- 1995:
  - Justin Gray, amerykański koszykarz
  - Yoshihide Kiryū, japoński lekkoatleta, sprinter
  - Jahlil Okafor, amerykański koszykarz pochodzenia nigeryjskiego
  - Damian Skoczyk, polski piosenkarz
- 1996:
  - Przemysław Kantyka, polski skoczek narciarski
  - Anabel Medina, dominikańska lekkoatletka, sprinterka
  - Sənan Süleymanov, azerski zapaśnik
  - Ołeksandr Zinczenko, ukraiński piłkarz
- 1997:
  - Big Scythe, polski raper (zm. 2022)
  - Magdalena Fręch, polska tenisistka
  - Gao Tingyu, chiński łyżwiarz szybki
  - Eric Lu, amerykański pianista pochodzenia chińskiego
  - Manuela Malsiner, włoska skoczkini narciarska
  - Song Ji-woo, południowokoreańska aktorka
  - Rafał Zasuwa, polski saneczkarz
- 1998:
  - Maya Caldwell, amerykańska koszykarka
  - Chandler Canterbury, amerykański aktor
  - Benny Díaz, amerykański piłkarz, bramkarz pochodzenia meksykańskiego
  - José Paradela, argentyński piłkarz
  - Cedrik Weigel, niemiecki skoczek narciarski
  - Iain Wilson, szkocki piłkarz
- 1999:
  - Sebastian Berwick, australijski kolarz szosowy
  - Natalia Widawska, polska lekkoatletka, sprinterka
- 2000:
  - Radosław Chorab, polski koszykarz
  - Facundo Díaz Acosta, argentyński tenisista
  - Lee Si-hyeong, południowokoreański łyżwiarz figurowy
- 2001:
  - Diljá, islandzka piosenkarka
  - Novie McCabe, amerykańska biegaczka narciarska
  - Ben Pattison, brytyjski lekkoatleta, średniodystansowiec
- 2002 – Ema Volavšek, słoweńska kombinatorka norweska
- 2005 - Tiantsoa Rakotomanga Rajaonah, francuska tenisistka
- 2006:
  - Enej Faletič, słoweński skoczek narciarski
  - Mats Strandbråten, norweski skoczek narciarski

## Zmarli
- 1025 – Bazyli II Bułgarobójca, cesarz bizantyński (ur. 958)
- 1038 – Wilhelm VI Gruby, książę Akwitanii (ur. 1004)
- 1128 – Fulko I, markiz Este (ur. ?)
- 1230 – Przemysł Ottokar I, książę i król Czech (ur. ok. 1155)
- 1263 – Haakon IV Stary, król Norwegii (ur. 1204)
- 1317 – Maria, księżniczka bytomska, królowa węgierska (ur. ?)
- 1423 – Michael Küchmeister von Sternberg, wielki mistrz zakonu krzyżackiego (ur. 1370)
- 1523 – Jan Boner, polski kupiec, urzędnik pochodzenia niemieckiego (ur. 1462)
- 1570 – Fryderyk III, książę legnicki (ur. 1520)
- 1582 – Giorgio Ghisi, włoski rysownik (ur. ?)
- 1617 – Maria Wiktoria Fornari Strata, włoska zakonnica, błogosławiona (ur. 1562)
- 1618 – Anna Tyrolska, cesarzowa niemiecka, królowa węgierska i czeska (ur. 1585)
- 1621 – Karol de Luynes, francuski arystokrata (ur. 1578)
- 1651 – Wirginia Centurione Bracelli, włoska zakonnica, święta (ur. 1587)
- 1653 – Paris von Lodron, austriacki duchowny katolicki, książę arcybiskup Salzburga (ur. 1586)
- 1673 – Margaret Cavendish, angielska pisarka, filozof (ur. 1623)
- 1675 – Jan Vermeer, holenderski malarz (ur. 1632)
- 1683:
  - Gaspar Fagel, holenderski polityk (ur. 1634)
  - Mikołaj Hieronim Sieniawski, polski szlachcic, polityk, hetman polny koronny (ur. 1645)
  - Izaak Walton, angielski pisarz (ur. 1593)
- 1688 – Gaspar Fagel, holenderski polityk (ur. 1634)
- 1700 – Stanisław Kazimierz Dąmbski, polski duchowny katolicki, biskup krakowski, włocławski, płocki, łucki i chełmski (ur. 1638)
- 1702 – Józef Karol Lubomirski, polski magnat, polityk (ur. ok. 1660)
- 1713 – Carlo Maratta, włoski malarz (ur. 1625)
- 1725 – Giuseppe Vallemani, włoski kardynał (ur. 1648)
- 1732 – Daniel Bodo von der Schulenburg, sasko-polski generał pułkownik (ur. 1662)
- 1750 – William Legge, brytyjski arystokrata, polityk (ur. 1672)
- 1753 – Richard Boyle, brytyjski arystokrata, architekt (ur. 1694)
- 1755 – Pietro Luigi Carafa, włoski kardynał (ur. 1677)
- 1766 – Adam Stanisław Grabowski, polski duchowny katolicki, biskup chełmiński, włocławski i warmiński (ur. 1698)
- 1772 – Dow Ber z Międzyrzecza, rabin, kabalista (ur. 1704)
- 1773 – Pietro Girolamo Guglielmi, włoski kardynał (ur. 1694)
- 1784 – Nathanael Matthäus Wolf, niemiecki lekarz, przyrodnik, astronom (ur. 1724)
- 1792 – Joseph Martin Kraus, niemiecko-szwedzki kompozytor (ur. 1756)
- 1796 – Anthony Wayne, amerykański polityk i żołnierz (ur. 1745)
- 1801 – Hadżi Mustafa Pasza, osmański dowódca wojskowy, polityk pochodzenia greckiego (ur. 1733)
- 1802 – Johann Lorenz Boeckmann, niemiecki fizyk, matematyk, mechanik (ur. 1741)
- 1803 – Dru Drury, brytyjski entomolog (ur. 1725)
- 1810 – Sarah Trimmer, brytyjska pisarka (ur. 1741)
- 1813 – Ignacy Nepomucen Bardziński, polski duchowny katolicki, biskup pomocniczy gnieźnieński (ur. 1750)
- 1816 – Charles Stanhope, brytyjski arystokrata, polityk, uczony (ur. 1753)
- 1830 – Karl August Ferdinand von Borcke, pruski generał (ur. 1776)
- 1831:
  - Hannah Adams, amerykańska pisarka (ur. 1755)
  - José Francisco Bermúdez, wenezuelski generał (ur. 1782)
- 1841 – John Fane, brytyjski arystokrata, polityk (ur. 1759)
- 1845 – Michaił Łunin, rosyjski podpułkownik, dekabrysta (ur. 1787)
- 1846 – Filip, landgraf Hesji-Homburg, feldmarszałek austriacki (ur. 1779)
- 1848 – Jewhen Hrebinka, ukraiński poeta, bajkopisarz, beletrysta, wydawca, działacz społeczny (ur. 1802)
- 1852 – Józef Damse, polski kompozytor, dyrygent, aktor (ur. 1789)
- 1853 – Georg Friedrich Grotefend, niemiecki epigrafik, lingwista (ur. 1775)
- 1854 – Kamehameha III, król Hawajów (ur. 1813)
- 1855:
  - Maria od Krzyża di Rosa, włoska zakonnica, święta (ur. 1813)
  - Charles Sturm, francuski matematyk, fizyk, wykładowca akademicki pochodzenia szwajcarskiego (ur. 1803)
- 1856 – Jan Karol Steeb, niemiecki duchowny katolicki, błogosławiony (ur. 1773)
- 1859 – Walenty Zwierkowski, polski major, polityk, publicysta, uczestnik powstania listopadowego (ur. 1788)
- 1860 – Philibert de Bruillard francuski duchowny katolicki, biskup Grenoble, założyciel Zgromadzenia Misjonarzy Matki Bożej z La Salette (ur. 1765)
- 1875 – Franciszek Trzecieski, polski oficer, ziemianin, uczestnik powstania listopadowego, polityk, poseł na Sejm Ustawodawczy i na Sejm Krajowy Galicji (ur. 1807)
- 1883:
  - Hermann Grüder, niemiecki duchowny katolicki, prefekt apostolski Danii (ur. 1828)
  - Alexander Neibaur, amerykański stomatolog, działacz mormoński pochodzenia żydowskiego (ur. 1803)
- 1885:
  - Ferdynand II Koburg, król Portugalii (ur. 1816)
  - Ludwig Nohl, niemiecki muzykolog, wykładowca akademicki (ur. 1831)
  - Robert Toombs, amerykański polityk, sekretarz stanu Skonfederowanych Stanów Ameryki (ur. 1810)
- 1888 – Aleksander Hessen-Darmstadt, książę Hesji i Renu (ur. 1823)
- 1890:
  - James Croll, szkocki przyrodnik, klimatolog, glacjolog, samouk (ur. 1821)
  - Siedzący Byk, wódz Siuksów (ur. 1831)
- 1893 – Karl Ludwig Michelet, niemiecki filozof, wykładowca akademicki (ur. 1801)
- 1895 – Carlo Maria Orlandi, włoski duchowny katolicki, wikariusz generalny pallotynów (ur. 1820)
- 1899:
  - Numa Droz, szwajcarski polityk, prezydent Szwajcarii (ur. 1844)
  - Alberto Pasini, włoski malarz (ur. 1826)
- 1900 – Valentin Oswald Ottendorfer, czeski mecenas sztuki pochodzenia niemieckiego (ur. 1826)
- 1904 – Melania Calvat, francuska zakonnica (ur. 1831)
- 1907:
  - Beniamin Benedykt Gurcman, polski inżynier technolog, działacz SDKPiL, zesłaniec (ur. 1881)
  - Karola von Holstein-Gottorp-Vasa, królowa Saksonii (ur. 1833)
- 1908 – Tom Long, nowozelandzki kat (ur. ?)
- 1909:
  - Emil Strub, szwajcarski inżynier, konstruktor (ur. 1858)
  - Francisco Tárrega, hiszpański gitarzysta, kompozytor (ur. 1852)
- 1912 – Whitelaw Reid, amerykański dziennikarz, polityk, dyplomata (ur. 1837)
- 1914 – Julia Unszlicht-Bernstein, polska nauczycielka, działaczka oświatowa, autorka literatury dziecięcej pochodzenia żydowskiego (ur. 1868)
- 1916 – Antoni Józef Żmuda, polski botanik, krajoznawca (ur. 1889)
- 1918 – James Renwick Brevoort, amerykański malarz (ur. 1832)
- 1920 – Władimir Chardin, rosyjski psychiatra (ur. 1850)
- 1921:
  - John A. Elston, amerykański polityk (ur. 1874)
  - Leo Koenigsberger, niemiecki matematyk, wykładowca akademicki pochodzenia żydowskiego (ur. 1837)
- 1924:
  - Bolesław Kraupa, polski generał brygady (ur. 1871)
  - Friedrich Trendelenburg, niemiecki chirurg (ur. 1844)
- 1925:
  - Gieorgij Afanasjew, rosyjski historyk, dziennikarz, bankowiec, polityk (ur. 1848)
  - Battling Siki, senegalski bokser (ur. 1897)
- 1928 – Karol Poznański, polski chemik pochodzenia żydowskiego (ur. 1859)
- 1930 – Kazimierz Lubomirski, polski książę, dyplomata, działacz sportowy (ur. 1869)
- 1931:
  - Bohos Bedros XIII Terzian, ormiański duchowny katolicki, biskup Adany, patriarcha Kościoła katolickiego obrządku ormiańskiego (ur. 1855)
  - Juozas Vokietaitis, litewski chórzysta, organista, pedagog, samorządowiec (ur. 1872)
- 1932:
  - Włodzimierz Godlewski, polski prawnik, adwokat, działacz społeczny (ur. 1865)
  - Josip Vancaš, chorwacki architekt (ur. 1859)
  - Anton Zerr, niemiecki duchowny katolicki, biskup tyraspolski (ur. 1849)
- 1933 – Zygmunt Pluciński, polski ziemianin, działacz społeczno-polityczny (ur. 1882)
- 1934:
  - Hryhorij Kosynka, ukraiński pisarz, tłumacz (ur. 1899)
  - Iza Zielińska, polska socjalistka, anarchistka, publicystka, działaczka oświatowa i społeczna (ur. 1863)
- 1935 – Wasił Złatarski, bułgarski historyk, archeolog, wykładowca akademicki (ur. 1866)
- 1936 – Teofil Zegarski, polski filozof, pedagog (ur. 1884)
- 1938:
  - Walerij Czkałow, radziecki pilot wojskowy (ur. 1904)
  - Paula Ollendorff, niemiecka nauczycielka, działaczka samorządowa pochodzenia żydowskiego (ur. 1860)
  - Marceli Aleksander Remiszewski, polski porucznik saperów, inżynier budowlany (ur. 1889)
- 1940 – François Drogou, francuski wojskowy, komandor porucznik, dowódca okrętów podwodnych (ur. 1904)
- 1941:
  - Maria Bernadeta Banja, chorwacka zakonnica, męczennica, błogosławiona (ur. 1912)
  - Maria Kresencja Bojanc, słoweńska zakonnica, męczennica, błogosławiona (ur. 1885)
  - Elchanan Cajtlin, polski dziennikarz, poeta, działacz syjonistyczny pochodzenia żydowskiego (ur. 1902)
  - Maria Antonia Fabjan, słoweńska zakonnica, męczennica, błogosławiona (ur. 1907)
  - Maria Julia Ivanišević, chorwacka zakonnica, męczennica, błogosławiona (ur. 1893)
  - Hanns Kerrl, niemiecki polityk nazistowski (ur. 1887)
- 1942:
  - Faik Konica, albański działacz narodowy, pisarz, dziennikarz (ur. 1875)
  - Hieronim Schulz, polski lekarz, działacz konspiracyjny (ur. 1901)
  - Michalina Stefanowska, polska neurofizjolog, biolog, wykładowczyni akademicka (ur. 1855)
- 1943:
  - Edward Szymański, polski poeta, satyryk, tłumacz (ur. 1907)
  - Fats Waller, amerykański pianista jazzowy, kompozytor (ur. 1904)
- 1944 – Glenn Miller, amerykański puzonista, aranżer, lider big bandu (ur. 1904)
- 1947:
  - Leonardo Argüello Barreto, nikaraguański pisarz, dyplomata, polityk, prezydent Nikaragui (ur. 1875)
  - Arthur Machen, walijski prozaik, eseista (ur. 1863)
- 1948 – Franciszek Mańkowski, polski związkowiec, polityk, poseł na Sejm RP i na Sejm Ustawodawczy RP (ur. 1872)
- 1949:
  - Alice Bailey, brytyjska teozofka, okultystka (ur. 1880)
  - Prätorius von Richthofen, niemiecki ziemianin, polityk (ur. 1879)
  - Jógvan Waagstein, farereski nauczyciel, muzyk, malarz (ur. 1879)
- 1950:
  - Ernst Boepple, niemiecki funkcjonariusz, polityk i zbrodniarz nazistowski (ur. 1887)
  - Vallabhbhai Jhaverbhai Patel, indyjski prawnik, polityk, działacz niepodległościowy (ur. 1875)
- 1951:
  - James Eric Drummond, brytyjski polityk, dyplomata (ur. 1876)
  - Leon Klein, polski major piechoty, samorządowiec, burmistrz Chełmna (ur. 1895)
- 1952 – Emmanuel Boleslaus Ledvina, amerykański duchowny katolicki pochodzenia czeskiego, biskup Corpus Christi (ur. 1868)
- 1953:
  - Gunnar Jansson, szwedzki lekkoatleta, młociarz (ur. 1897)
  - Ilja Marszak, radziecki pisarz, popularyzator techniki pochodzenia żydowskiego (ur. 1896)
  - Jan Offenberg, polski lekarz, działacz niepodległościowy i społeczny (ur. 1867)
  - Robert Stangland, amerykański lekkoatleta, skoczek w dal i trójskoczek (ur. 1881)
  - George White, amerykański polityk (ur. 1872)
- 1954:
  - Berthold Hellingrath, niemiecki malarz, rytownik, pedagog (ur. 1877)
  - Antoni Stefan Olszewski, polski architekt (ur. 1897)
  - Kazimierz Ignacy Sosnowski, polski nauczyciel, krajoznawca, działacz turystyczny (ur. 1875)
- 1955:
  - Karapet Agadżanian, ormiańsko-rosyjski neurolog, neuroanatom, wykładowca akademicki (ur. 1876)
  - Dorothy Bernard, amerykańska aktorka pochodzenia południowoafrykańskiego (ur. 1890)
  - Otto Braun, niemiecki polityk, premier Prus (ur. 1872)
  - Horace McCoy, amerykański pisarz (ur. 1897)
- 1956:
  - Guido Boni, węgierski gimnastyk (ur. 1892)
  - Marko Kalogjera, chorwacki biskup Chorwackiego Kościoła Starokatolickiego (ur. 1877)
  - José Sabogal, peruwiański malarz, eseista (ur. 1888)
- 1958:
  - Emil Bühring, niemiecki funkcjonariusz i zbrodniarz nazistowski (ur. 1902)
  - Rudolf Jung, szwajcarski śpiewak operowy (tenor) (ur. 1882)
  - Wolfgang Pauli, szwajcarski fizyk pochodzenia austriackiego, laureat Nagrody Nobla (ur. 1900)
- 1960 – Sejum Mangascià, etiopski arystokrata, dowódca wojskowy, kolaborant (ur. 1887)
- 1961 – Jean Piot, francuski szpadzista, florecista (ur. 1890)
- 1962 – Charles Laughton, brytyjski aktor, reżyser filmowy (ur. 1899)
- 1963 – Rikidōzan, koreańsko-japoński wrestler (ur. 1924)
- 1965 – Peer Krom, holenderski piłkarz (ur. 1898)
- 1966:
  - Walt Disney, amerykański reżyser, scenarzysta i producent filmowy, aktor dubbingowy, animator, przedsiębiorca, filantrop (ur. 1901)
  - Želmíra Gašparíková, słowacka językoznawczyni, tłumaczka, bibliotekarka, bibliografka, pedagog (ur. 1901)
- 1967 – Zygmunt Lubicz-Zaleski, polski historyk i krytyk literatury, tłumacz, poeta, publicysta (ur. 1882)
- 1968 – Jess Willard, amerykański bokser (ur. 1881)
- 1969 – Willy Røgeberg, norweski strzelec sportowy (ur. 1905)
- 1970:
  - Walerian Botow, radziecki polityk (ur. 1879)
  - Arnold Landvoigt, niemiecki rugbysta (ur. 1879)
  - Ernest Marsden, nowozelandzki fizyk (ur. 1889)
  - Augustyn Musioł, polski pedagog, działacz plebiscytowy, powstaniec śląski (ur. 1902)
  - Waldemar Rebinin, polski kierowca transportu sanitarnego (ur. 1944)
- 1971:
  - Paul Lévy, francuski matematyk, inżynier górnictwa (ur. 1886)
  - Michał Rekucki, polski malarz (ur. 1884)
  - Frederick Thompson, nowozelandzki wioślarz (ur. 1908)
- 1972:
  - François Bourbotte, francuski piłkarz (ur. 1913)
  - Jan Czyrko, polski major artylerii (ur. 1899)
  - Herbert Eimert, niemiecki teoretyk muzyki, kompozytor, krytyk muzyczny, pedagog (ur. 1897)
- 1973 – Dent Oliver, brytyjski żużlowiec (ur. 1918)
- 1974 – Anatole Litvak, amerykański reżyser i producent filmowy pochodzenia ukraińskiego (ur. 1902)
- 1975 – Shigeyoshi Inoue, japoński admirał (ur. 1889)
- 1976:
  - Grégoire Kayibanda, rwandyjski dziennikarz, polityk, premier i prezydent Rwandy (ur. 1924)
  - Géza Lator, węgierski hokeista, sędzia i działacz hokejowy (ur. 1889)
- 1977:
  - Rudolf Cvetko, słoweński szablista (ur. 1880)
  - Aleksandr Galicz, radziecki poeta, bard, dramaturg, scenarzysta pochodzenia żydowskiego (ur. 1918)
  - Konstantin Samsonow, radziecki pułkownik (ur. 1916)
- 1978:
  - Danuta Baduszkowa, polska reżyserka teatralna, tancerka, pedagog (ur. 1919)
  - Chill Wills, amerykański aktor (ur. 1902)
- 1979 – Ethel Lackie, amerykańska pływaczka (ur. 1907)
- 1980 – Denis Cussen, irlandzki rugbysta, lekkoatleta, sprinter (ur. 1901)
- 1981:
  - Sam Jones, amerykański kontrabasista jazzowy (ur. 1924)
  - Akop Manukian, radziecki pilot wojskowy, as myśliwski (ur. 1916)
  - Ralph Pratt, amerykański kierowca wyścigowy (ur. 1910)
  - Michaił Żarow, rosyjski aktor, reżyser filmowy i teatralny (ur. 1899)
- 1982:
  - Dawit Dżabidze, radziecki pilot wojskowy, as myśliwski (ur. 1916)
  - Feliks Taranek, polski zakonnik, Sługa Boży (ur. 1915)
  - Louis Vangeke, papuaski duchowny katolicki, biskup pomocniczy Port Moresby, biskup Bereiny (ur. 1904)
- 1983:
  - Andrzej Bieżan, polski pianista, kompozytor, performer (ur. 1945)
  - David Markham, brytyjski aktor (ur. 1913)
- 1984:
  - Kurt Axelsson, szwedzki piłkarz (ur. 1941)
  - Jan Peerce, amerykański śpiewak operowy (tenor) (ur. 1904)
- 1986 – Serge Lifar, francuski tancerz, choreograf pochodzenia ukraińskiego (ur. 1905)
- 1987 – François Borde, francuski rugbysta (ur. 1899)
- 1990 – Ed Parker, amerykański mistrz sztuk walki (ur. 1931)
- 1991:
  - Reidar Andersen, norweski skoczek narciarski (ur. 1911)
  - Julian Czerwiński, polski komandor porucznik, pisarz, tłumacz, publicysta (ur. 1914)
  - Ray Smith, walijski aktor (ur. 1936)
  - Wasilij Zajcew, radziecki strzelec wyborowy (ur. 1915)
- 1992 – Andrzej Zahorski, polski historyk, varsavianista (ur. 1923)
- 1993:
  - Penaia Ganilau, fidżyjski polityk, gubernator generalny i prezydent Fidżi (ur. 1918)
  - Janusz Pasierb, polski duchowny katolicki, poeta, eseista, teolog (ur. 1929)
- 1995:
  - Jack Milne, amerykański żużlowiec (ur. 1907)
  - Jan Říha, czeski piłkarz (ur. 1915)
  - Barbara Zbrożyna, polska rzeźbiarka, malarka (ur. 1923)
- 1996 – Adalberto López, meksykański piłkarz (ur. 1923)
- 1997 – Albert Heremans, belgijski piłkarz (ur. 1906)
- 1998:
  - Jan Szancenbach, polski malarz (ur. 1928)
  - Jerzy Wojtecki, polski polityk, poseł na Sejm PRL, minister rolnictwa i gospodarki żywnościowej (ur. 1929)
- 2001:
  - Bianca Butthole, amerykańska wokalistka, basistka (ur. 1965)
  - Franciszek Kępka, polski pilot szybowcowy i samolotowy (ur. 1940)
- 2002 – Jan Krenz-Mikołajczak, polski wioślarz (ur. 1907)
- 2003 – Göthe Hedlund, szwedzki łyżwiarz szybki (ur. 1918)
- 2004:
  - Sidonie Goossens, brytyjska harfistka (ur. 1899)
  - Józef Waczków, polski poeta, tłumacz (ur. 1933)
- 2005:
  - Julián Marías Aguilera, hiszpański filozof (ur. 1914)
  - James Ingo Freed, amerykański architekt (ur. 1930)
  - Jiřina Hauková, czeska pisarka (ur. 1919)
  - Enrico Paoli, włoski szachista, kompozytor i działacz szachowy (ur. 1908)
  - William Proxmire, amerykański polityk (ur. 1915)
- 2006 – Clay Regazzoni, szwajcarski kierowca wyścigowy (ur. 1939)
- 2007:
  - Carlo Enrico Di Rovasenda, włoski duchowny katolicki, dominikanin, teolog (ur. 1906)
  - Zbigniew Rozner, polski architekt (ur. 1923)
- 2008:
  - Celine Cawley, irlandzka aktorka (ur. 1962)
  - Wanda Koczeska, polska aktorka (ur. 1937)
  - León Febres Cordero, ekwadorski polityk, prezydent Ekwadoru (ur. 1931)
  - Anne-Catharina Vestly, norweska pisarka (ur. 1920)
- 2009 – Alan A’Court, angielski piłkarz (ur. 1934)
- 2010:
  - Blake Edwards, amerykański reżyser i scenarzysta filmowy (ur. 1922)
  - Jean Rollin, francuski reżyser filmowy (ur. 1938)
- 2011:
  - Graham Booth, brytyjski polityk, eurodeputowany (ur. 1940)
  - Bob Brookmeyer, amerykański puzonista i pianista jazzowy, kompozytor (ur. 1929)
  - Christopher Hitchens, brytyjsko-amerykański pisarz, dziennikarz, krytyk literacki (ur. 1949)
  - Piotr Nitecki, polski duchowny katolicki, teolog, historyk (ur. 1949)
  - Ülo Sirk, estońsko-rosyjski językoznawca i orientalista (ur. 1935)
- 2012 – Marian Rusecki, polski duchowny katolicki, teolog (ur. 1942)
- 2013:
  - Harold Camping, amerykański kaznodzieja, pisarz, przedsiębiorca (ur. 1921)
  - Joan Fontaine, amerykańska aktorka (ur. 1917)
- 2014:
  - Aleksander Gella, polski socjolog (ur. 1922)
  - Bożena Mrowińska, polska aktorka (ur. 1942)
- 2015:
  - Antoni Bieniaszewski, polski podpułkownik, żołnierz AK, uczestnik powstania warszawskiego (ur. 1919)
  - Włodzimierz Braniecki, polski dziennikarz, działacz kulturalny (ur. 1934)
  - Licio Gelli, włoski faszysta, bankier, mason, polityk, przedsiębiorca (ur. 1919)
  - Ken Pogue, kanadyjski aktor (ur. 1934)
- 2016:
  - Fran Jeffries, amerykańska aktorka, piosenkarka (ur. 1937)
  - Bohdan Smoleń, polski aktor, piosenkarz, satyryk, artysta kabaretowy (ur. 1947)
- 2017:
  - Kazimierz Piechowski, polski żołnierz AK, uciekinier z niemieckiego obozu Auschwitz-Birkenau (ur. 1919)
  - Timur Siegizbajew, kazachski piłkarz, trener (ur. 1941)
- 2018:
  - John Clawson, amerykański koszykarz (ur. 1944)
  - Milunka Lazarević, serbska szachistka (ur. 1932)
  - Philippe Moureaux, belgijski historyk, polityk (ur. 1939)
  - Gyrma Uelde-Gijorgis, etiopski wojskowy, polityk, prezydent Etiopii (ur. 1924)
- 2019:
  - Nicky Henson, brytyjski aktor (ur. 1945)
  - Monique Leyrac, kanadyjska aktorka, piosenkarka (ur. 1928)
- 2020:
  - Ivan Kolář, czeski matematyk (ur. 1936)
  - Petro Słobodian, ukraiński piłkarz, trener (ur. 1953)
  - Wojciech Stachurski, polski autor tekstów, kompozytor, muzyk, producent muzyczny (ur. 1955)
  - Jewgienij Tiażelnikow, rosyjski historyk, dyplomata, polityk (ur. 1928)
- 2021:
  - Hans Küppers, niemiecki piłkarz (ur. 1938)
  - Adam Łomnicki, polski biolog ewolucyjny, ekolog (ur. 1935)
  - Fajiz at-Tarawina, jordański ekonomista, polityk, minister obrony, premier Jordanii (ur. 1949)
  - Alicja Tysiąc, polska działaczka społeczna i proaborcyjna (ur. 1971)
  - Gloria Jean Watkins, amerykańska pisarka, poetka, feministka (ur. 1952)
- 2022:
  - Zygmunt Kruszelnicki, polski historyk sztuki (ur. 1927)
  - Håkan Lindquist, szwedzki pisarz, tłumacz (ur. 1958)
  - Andrzej Matul, polski lektor, dziennikarz radiowy (ur. 1947)
  - Ryszard Sroka, polski perkusista rockowy, członek zespołów Nurt i Bank (ur. 1950)
- 2023:
  - Andrzej Hopfer, polski geodeta, profesor nauk technicznych, lekkoatleta, sprinter, średniodystansowiec (ur. 1933)
  - Janusz Kucharski, polski rzeźbiarz, pedagog (ur. 1946)
  - Guy Marchand, francuski aktor, piosenkarz (ur. 1937)
  - Wacława Papiewska, polska rolniczka, polityk, poseł na Sejm PRL (ur. 1942)
  - Hans Selander, szwedzki piłkarz (ur. 1945)
- 2024:
  - Ołeksij Drozdenko, ukraiński piłkarz, trener (ur. 1941)
  - Krystyna Ejsmont, polska pielęgniarka, polityk, poseł na Sejm PRL (ur. 1934)
  - Zakir Hussain, indyjski muzyk, tablista, członek zespołu Shakti (ur. 1951)
  - Sławomir Marczewski, polski lekarz, polityk, poseł na Sejm RP (ur. 1950)
  - Pavel Pospíšil, czeski kucharz, restaurator (ur. 1944)